# Brunei Premier League
DST Group Brunei Premier League (malaieză:DST GROUP LIGA PERDANA BRUNEI) este primul eșalon din sistemul competițional fotbalistic din Brunei.

## Echipele sezonului 2010-11[1]

### Premier I
- AH United (Brunei-Muara)
- AM Gunners FC
- Indera FC (Brunei-Muara)
- Jerudong FC (Brunei-Muara)
- KKSJ Penjara
- LLRC FT
- Majra FC (Brunei-Muara)
- MS ABDB (Tutong)
- QAF FC (Brunei-Muara)
- Wijaya FC (Brunei-Muara)

### Premier League II
- Brunei Association of Banks
- Brunei Shell FC (Seria)
- Brunei Youth
- Kilanas FC (Berakas)
- Kota Ranger
- Menglait FC
- Muara Vella FC
- NBT FC (Berakas)
- P Lun Bawang (Temburong)
- Perkasa FC

## Foste campioane
- 2002: DPMM FC
- 2003: Wijaya FC
- 2004: DPMM FC
- 2005/06: QAF FC
- 2006/07: nu s-a disputat
- 2007/08: QAF FC
- 2008/09: nu s-a disputat
- 2009/10: QAF FC

## Golgeteri
| An      | Golgeter                           | Echipă            | Goluri |
| 2003    | Rafael Patron Akakpo Ajayi Olusey  | Sabina FC DPMM FC | 8      |
| 2004    | Oluseye Ajayi                      | DPMM FC           | 30     |
| 2005/06 | Viban Francis Bayong               | QAF FC            | 33     |
| 2007/08 | Viban Francis Bayong Budiman Jumat | QAF FC MS ABDB    |        |